# Fizyczna niemożliwość śmierci w umyśle istoty żyjącej

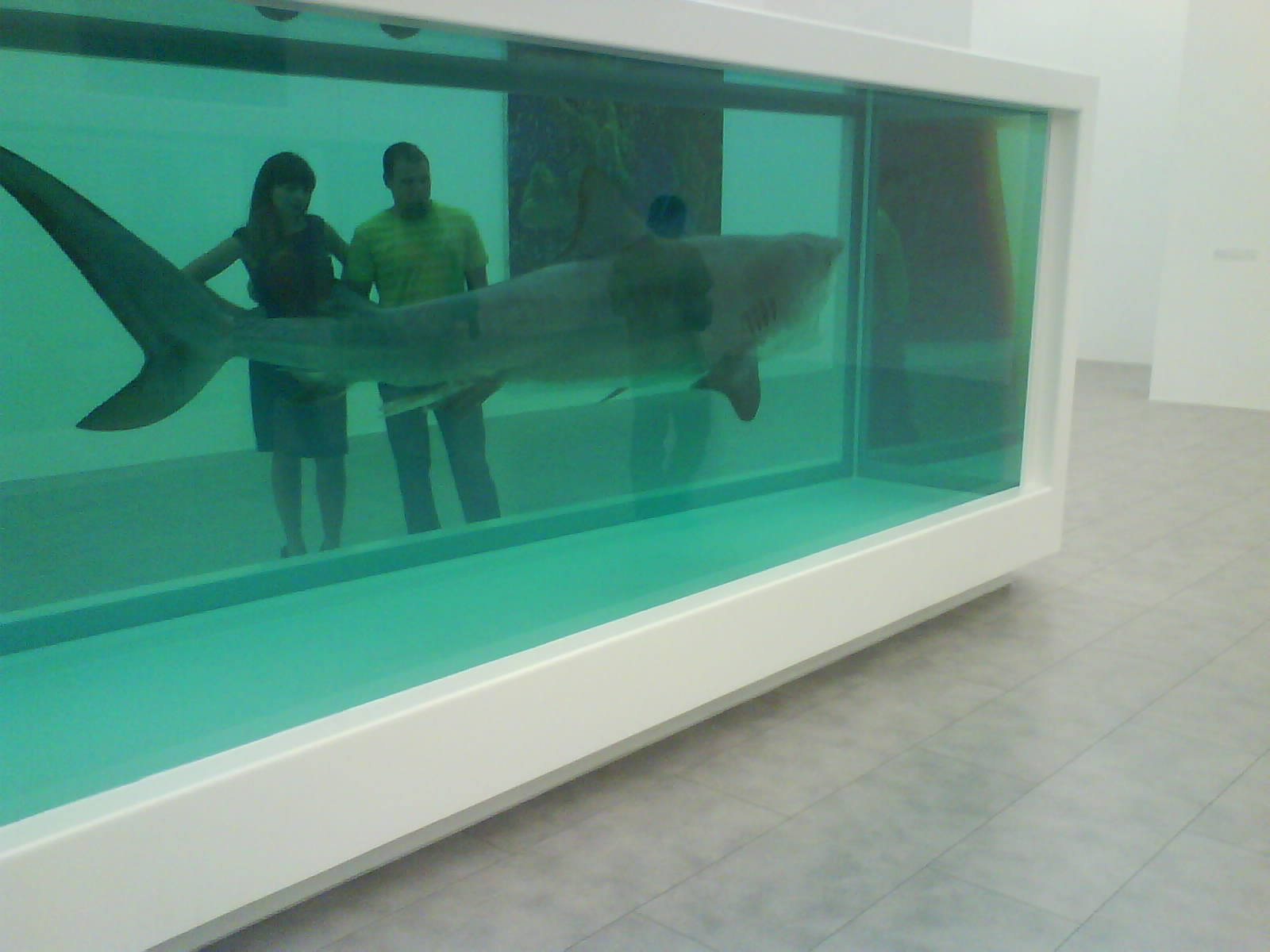
Wystawa w Kijowie w 2009 roku

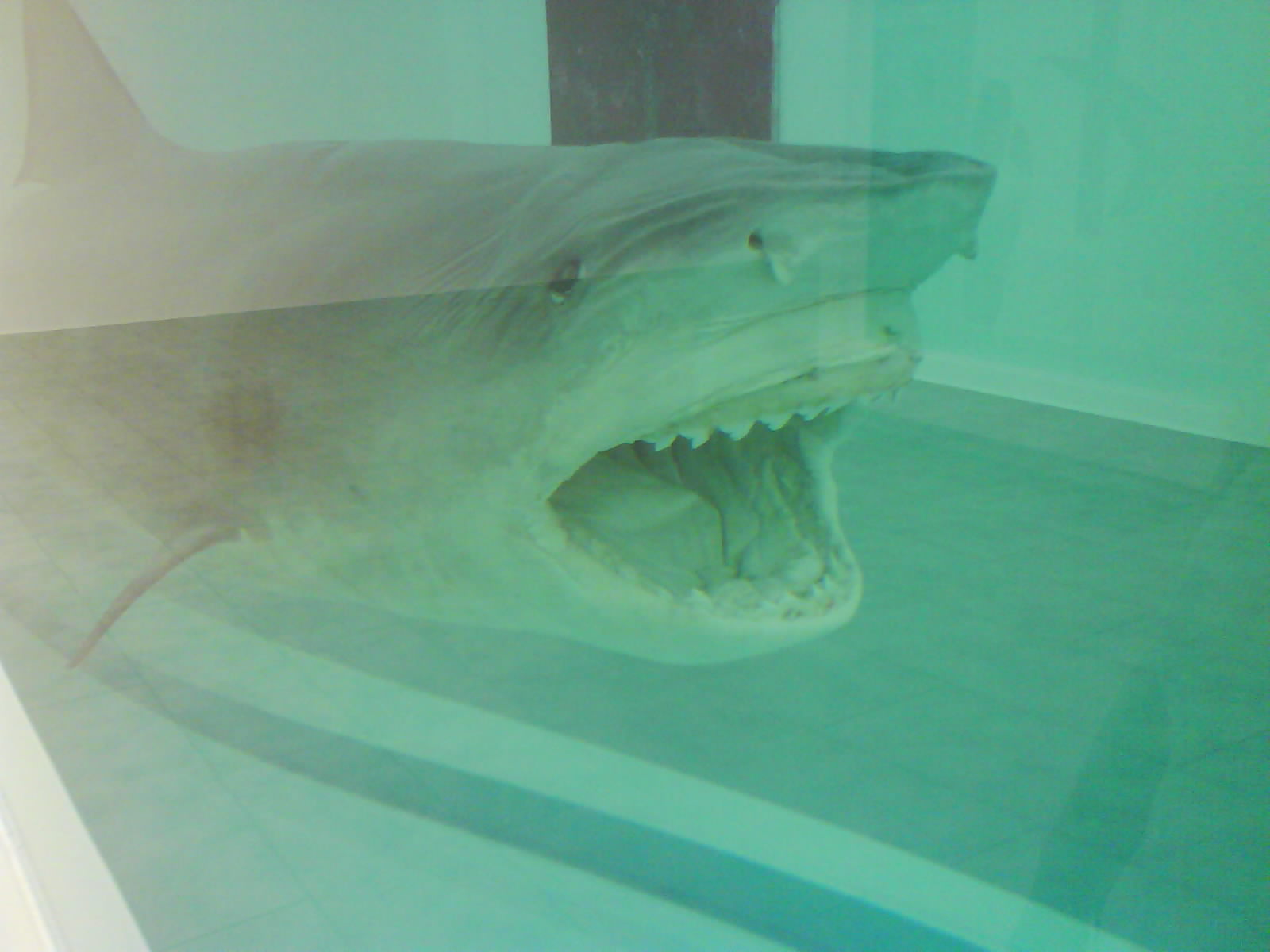
Fragment instalacji

Fizyczna niemożliwość śmierci w umyśle istoty żyjącej (ang. The Physical Impossibility of Death in the Mind of Someone Living) – instalacja brytyjskiego artysty współczesnego Damiena Hirsta, która składa się z martwego rekina zatopionego w dużym akwarium, wypełnionym formaliną.
Damien Hirst zakupił w 1991 roku zwłoki złowionego u wybrzeży Australii żarłacza tygrysiego za sześć tysięcy funtów, a następnie umieścił go w akwarium wypełnionym formaliną. Zwierzę ma 13 stóp długości (około 4 metry), a wraz z akwarium waży 22 tony. Instalacja kosztowała artystę w sumie 50 tys. funtów. Mecenasem Hirsta był w tamtym czasie Charles Saatchi (ich współpraca trwała do 2003 roku). Instalacja zapoczątkowała cykl prac artysty pt. Natural History.
W latach 1997–2000 praca była częścią należącej do Saatchiego wystawy Sensation: Young British Artists from the Saatchi Collection, będącej jednocześnie manifestem grupy Young British Artists. Po tym okresie Hirst zastąpił rekina świeżym okazem i w odnowionej wersji wystawił instalację po raz pierwszy w austriackim Kunsthaus Bregenz. Następnie praca została sprzedana amerykańskiemu kolekcjonerowi Stevenowi A. Cohenowi za 8 mln. dolarów. Ten w 2007 wypożyczył instalację na trzy lata nowojorskiemu Metropolitan Museum of Art.
Według zamysłu Hirsta praca miała podważać tradycyjny sposób postrzegania życia. Instalacja wywołała duże kontrowersje; na łamach prasy toczyła się ożywiona dyskusja na temat klasyfikowania jej jako dzieła sztuki. Zarzucano Brytyjczykowi, że jego jedynym celem jest zaszokowanie widza brutalną formą. W 1995 roku Hirst otrzymał nagrodę Turnera za podobną instalację (krowa i cielak, przecięte na pół i zatopione w formalinie).